# Provincia de Agusan
La provincia de Agusan (1907-1967) fue una demarcación territorial histórica de Filipinas, ocupaba la parte norte de la isla de Mindanao, al oeste de Surigao. Fue creada mediante la unión de las subprovincias de Butuán y de Bukidnon. El 16 de junio de 1967 la provincia de Agusan se dividió en dos: Agusan del Sur y Agusan del Norte.

## Historia
La isla de Mindanao formaba parte de la Capitanía General de Filipinas (1520-1898). Para adelantar en la ocupación y dominio de la misma se creó por Real Decreto del 30 de julio de 1860, el Gobierno de Mindanao, dividiéndose su territorio en seis distritos, se fijó un meditado plan de operaciones y se adoptó un sistema político militar.
Uno de distritos militares era el Distrito 3º de Surigao, que incluía entre su territorio a la provincia de Caraga, con capital en el pueblo de Surigao y la comandancia de Butuán.

### Ocupación estadounidense

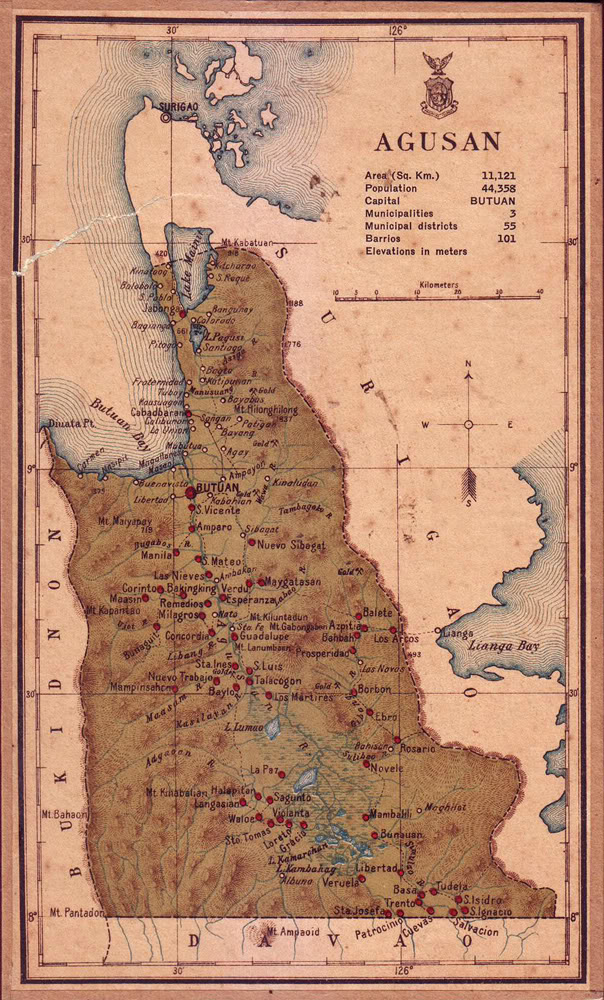
Agusan en 1918.

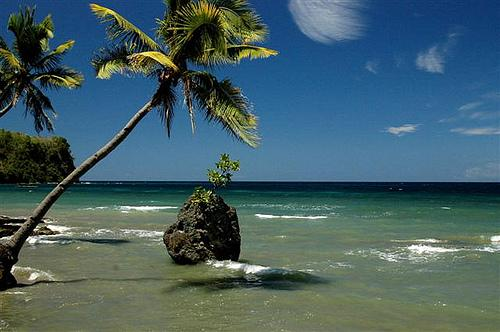
Plaza Beach Resort, Carmen.

En 1901 Agusan formaba parte de la subprovincia de Surigao, entonces denominada de Butuán.
La provincia de Misamis incluía la subprovincia de Bukidnon. Se mantuvo como tal hasta 1907 cuando fue creada la de Agusan mediante la unión de las subprovincias de Butuán y de Bukidnon. En septiembre de 1914 se reorganizó la provincia del Moro y la provincia de Agusan pasa a ser una de las siete del Departamento de Mindanao y Joló.
El Departamento de Mindanao y Joló (1914-1920) (Department of Mindanao and Sulu) ocupaba la mayor parte de isla de Mindanao, excluyendo solo las provincias de Misamis y Surigao; todo el archipiélago de Joló que incluía las islas conocidas como el Grupo de Joló, el grupo Tawi Tawi, y el resto de islas pertenecientes al archipiélago filipino situadas al sur del octavo paralelo de latitud norte, con excepción de la isla de Balabac y adyacentes, pero incluyendo la isla de Cagayán e islas adyacentes.
Las siete provincias que formaron el departamento eran los siguientes: Agusan, Bukidnon, Cotabato, Dávao, Lanao, Joló y Zamboanga.
El 31 de diciembre de 1916, durante la ocupación estadounidense de Filipinas, el archipiélago se reorganizó territorialmente sobre la base de 36 provincias ordinarias, las 7 provincias del Departamento de Mindanao y Joló, una de las cuales era Agusán, y el territorio de la ciudad de Manila. La capital provincial era Butuán y la formaban estos tres municipios:
| - Butuán | - Cabadbaran | - Talacogon |  |

Según el censo de 1918 esta provincia tenía una extensión superficial de 11.121 km², la poblaban 44.358 almas que habitaban 5 municipios, 55 distritos municipales y 101 barrios.

### Independencia
El 16 de junio de 1967 la provincia de Agusan se divide en dos: Agusan del Sur y Agusan del Norte.